# Леликове
Леликове (Леликів, біл. Лелікава) — село в Білорусі, у Кобринському районі Берестейської області. Орган місцевого самоврядування — Дивинська сільська рада.

## Географія
Розташоване над Оріхівським каналом і невеликим озером, за 5 км від білорусько-українського кордону, за 36 км на південь від Кобриня та за 93 км від Ковеля.

## Історія
У часи входження до складу Речі Посполитої село належало до Холмської землі. Біля Леликового розташовувався маєток Биковських.
У часи перебування в Російській імперії село входило до складу Ратенської волості Ковельського повіту. Після польського повстання 1863 року належало до «казни». Наприкінці XIX століття в селі діяла дерев'яна церква XVIII століття, збудована на місці старої (XVI століття), а також католицька каплиця та церковно-приходська школа. До села належали фільварки у селах Щодрогоща, Воля Щатинська та Самари. За переписом 1911 року в селі мешкало 1115 осіб, діяли земська поштова станція, лісництво, фельдшерський пункт, акушерка, 3 крамниці, горілчана крамниця, проводилося 5 щорічних ярмарків. У 1917—1919 роках діяла українська початкова школа.
У 1921 році село входило до складу гміни Леликове Каширського повіту Поліського воєводства Польської Республіки.
Під час Другої світової війни та після неї належало до зони активності Української повстанської армії, у 1942 році в околиці Леликового діяли перші сотні УПА. 21 вересня 1943 року в селі відбулися збройні сутички між відділами УПА та більшовицькими партизанами.

## Населення
Наприкінці XIX століття в селі налічувалося 122 будинки та мешкало 893 особи. За переписом 1911 року чисельність населення села становило 1115 осіб.
Станом на 10 вересня 1921 року в селі налічувалося 157 будинків та 744 мешканці, з них:
- 324 чоловіки та 420 жінок;
- 702 православні, 35 юдеїв, 7 римо-католиків;
- 573 поляки, 83 українці (русини), 51 «тутейший», 27 євреїв, 10 осіб іншої національності.

За переписом населення Білорусі 2009 року чисельність населення села становило 662 особи.

## Релігія
У XVI—XVII століттях у селі була дерев'яна церква, на місті якої пізніше було зведено нову. У церкві зберігалася рукописна «Тріодь».

## Відомі особистості
В поселенні народився:
- Лундишев Костянтин Володимирович (1903—1991) — український режисер-документаліст.